# Секірко Євген Олександрович
Секірко Євген Олександрович (нар. 24 травня 1988, Ноябрськ, Тюменська область) - український професійний хокеїст, центральний нападник.           
Перша хокейна школа "Сокіл" (Київ). Виступав за Хімволокно-Могильов, продовжив виступи у чемпіонаті України з хокею в командах: «Сокіл» (Київ), «Харківські акули», «Білий барс» (Біла Церква), «Дженералз» (Київ), «Кривбас» (Кривий Ріг) ), «Берсерки» (Харків), «Кепіталз» (Київ).
Став чемпіоном України у сезоні 2010/2011 у київському клубі «Сокіл» та срібним призером у київському «Дженералз» у сезоні 2015/2016, бронзовим призером у складі клубу «Кривбас» у сезоні 2016/2017. За київський «Дженералз» у сезоні 2015/2016 заробив 37 очок[1]. Віце-чемпіон України в сезоні 2024/2025 у складі «Київ Кепіталз».
Має на своєму рахунку виступи за молодіжну збірну України з хокею на Чемпіонаті світу 2007 у Німеччині у групі «А». Учасник Euro Ice Hockey Challenge 2010 у місті Санок (Польща) у складі національної збірної України.
В 2013 році виступав за збірну України на міжнародній зимовій Універсіаді у місті Трентіно (Італія).

## Життєпис
Євген Секірко народився 24 травня 1988 у місті Ноябрськ, Тюменська область Ямало-Ненецький автономний округ (СРСР).

## Кар'єра
Хокейна кар'єра розпочалася у київському ХК «Сокіл». У шістнадцятирічному віці почав виступати в першій лізі чемпіонату Білорусі за могильовський «Хімволокно” 
У 2007 році виступав за Молодіжну хокейну збірну України (U-20) на чемпіонаті Світу. 
Після виступів у Білорусі, Євген Секірко повертається в Україну та виступає за київський «Сокіл», погравши у «Вищих лігах» Білорусі та України. 
Після чотирьох сезонів у складі «Сокола», уклав угоду з харківськими «Акулами». Відігравши один сезон за «Акул», перейшов у білоцерківський «Білий Барс».
Євген Секірко у 2010 році був викликаний на збори за національну збірну України перед першим етапом міжнародного турніру «Єврочеллендж», який відбувся у польському місті Санок з 11 по 13 листопада. Виступав у складі збірної України на Зимовій Універсіаді 2013 року в Італії.
У сезоні 2014-2015 та 2015-2016 року Євген Секірко захищав кольори київського ХК «Дженералз» у національній першості. 
Перейшов у сезоні 2016-2017 до ХК Кривбас (Кривий Ріг)
З серпня 2021 капітан дебютанта УХЛ ХК "Рулав Одд" (Харків)
У сезоні 2023-2024 перейшов до столичного клубу ХК «Київ Кепіталз» , де став асистентом капітана .

### Досягнення
Чемпіон України у складі київського Сокола сезона 2010-2011.                   * Бронзовий призер Чемпіонату України 2013-2014 у складі ХК «Сокіл» та у складі ХК «Кривбас» у сезоні 2016-2017 .
- срібний призер Чемпіонату України 2015-2016 у складі ХК «Дженералз».                                  Віце-чемпіон України сезона 2024/25 у складі хокейного клубу « Київ Кепітплз».